# Gerolstein
Gerolstein – miasto w Niemczech, w kraju związkowym Nadrenia-Palatynat, w powiecie Vulkaneifel, siedziba gminy związkowej Gerolstein. Do 31 grudnia 2018 siedziba gminy związkowej Gerolstein. Miasto liczy 7676 mieszkańców (31 grudnia 2018).